# Fryksände landskommun
Fryksände landskommun var en tidigare kommun i Värmlands län.

## Administrativ historik
Kommunen inrättades i Fryksände socken i Fryksdals härad när 1862 års kommunalförordningar trädde i kraft 1863.
Den 1 januari 1948 (enligt beslut den 7 februari 1947) överfördes från Fryksände landskommun och församling till Östmarks landskommun och församling de obebodda områdena Holmängen samt Kläggstranden med Boseberg omfattande en areal av 17,16 km², varav 15,83 km² land.
Vid kommunreformen 1952 inkorporerades Lekvattnets landskommun.
I kommunen inrättades 7 maj 1909 Torsby municipalsamhälle som upplöstes med utgången av 1955.
1 januari 1967 upphörde kommunen, då den gick upp i Torsby landskommun, som 1 januari 1971 ombildades till Torsby kommun.
Kommunkoden 1952-1967 var 1737

### Kyrklig tillhörighet
I kyrkligt hänseende tillhörde kommunen Fryksände församling. Den 1 januari 1952 tillkom Lekvattnets församling.

## Geografi
Fryksände landskommun omfattade den 1 januari 1952 en areal av 701,43 km², varav 663,71 km² land.

### Tätorter i kommunen 1960
| Tätort | Folkmängd |
| ------ | --------- |
| Torsby | 2 193     |
| Oleby  | 229       |

Tätortsgraden i kommunen var den 1 november 1960 32,5 procent.

## Politik

### Mandatfördelning i valen 1938-1962
| 5 | 13 | 2 | 2 | 3 | 5 |

| 29 |

| 4 | 16 | 2 | 4 | 4 |

| 29 |

| 7 | 12 | 3 | 4 | 4 |

| 26 |

| 4 | 18 | 4 | 6 | 4 |

| 33 |

| 4 | 18 | 3 | 5 | 6 |

| 32 |

| 4 | 17 | 4 | 4 | 7 |

| 31 | 5 |

| 4 | 18 | 5 | 4 | 5 |

| 31 | 5 |